# RD-0237
RD-0237 (GRAU Index 15D114)はソ連で開発されたロケットエンジン。N2O4とUDMHを燃焼する加圧供給式液体燃料ロケット バーニアエンジンである。 UR-100UTTKh(SS-19)大陸間弾道ミサイルのMIRV部に装備されており、ジンバルによる推力偏向制御を目的としている。 エンジンの生産は終了したものの、UR-100UTTKhミサイルとそれを転用したストレラロケットでは2015年時点でも尚、運用中である。